# Das Licht (2025)
Das Licht ist ein deutscher Spielfilm von Tom Tykwer aus dem Jahr 2025. Das Drama handelt von einer syrischen Immigrantin mit düsterer Vergangenheit, die als Haushälterin die Gefühlswelt einer Berliner Familie unerwartet hart auf die Probe stellt und mit Hilfe einer bewusstseinserweiternden Lampe die Familiensituation – nicht uneigennützig – wieder heilen möchte. Die Hauptrollen übernahmen unter anderem Lars Eidinger, Nicolette Krebitz und Tala Al-Deen.
Der Film eröffnete Mitte Februar 2025 die Internationalen Filmfestspiele Berlin (Berlinale) und kam am 20. März 2025 regulär in die deutschen Kinos.

## Handlung
Berlin in der Gegenwart: Tim Engels lebt mit seiner Ehefrau Milena, den beinahe erwachsenen Zwillingen Frieda und Jon sowie dem unehelichen Sohn Dio zusammen. Das Familienleben ist zerrüttet. Dies ändert sich, als die syrische Immigrantin Farrah bei den Engels eine Anstellung als Haushälterin bekommt. Unter ihrem starken Einfluss findet die Familie wieder zueinander. Doch als Farrah den Engels ihr eigenes dunkles Schicksal offenbart, ändert sich von Grund auf alles.

## Hintergrund
Das Licht ist der erste Spielfilm für den deutschen Regisseur und Drehbuchautor Tom Tykwer seit der internationalen Koproduktion Ein Hologramm für den König (2016). Dieser freute sich, dass er sich nach der Fernsehserie Babylon Berlin wieder einem zeitgenössischen Stoff widmen konnte. Im Film werde „gestritten, gerungen und gekämpft, aber es“ werde „auch gelacht, gesungen und getanzt“. Das Licht wolle „das Spektrum der Gefühle und die entsprechenden erzählerischen Möglichkeiten herausfordern“, so Tykwer. Die Figuren seien ihm „sehr vertraut“ gewesen.
Die Dreharbeiten fanden von Ende September bis Mitte Dezember 2023 in Berlin, Köln und Nairobi statt. Insgesamt waren 50 Drehtage vorgesehen. Verantwortlicher Kameramann war Christian Almesberger. Die Filmmusik komponierten Johnny Klimek und Tom Tykwer, während Uwe Schott und Tykwer (X Filme Creative Pool) als Produzenten agierten. Mit den beiden hatte der Regisseur in der Vergangenheit bereits mehrfach zusammengearbeitet. Als Koproduzenten waren das ZDF, ARP Séléction, Gold Rush Pictures, Gretchenfilm und B.A. Filmproduktion beteiligt. Laut Regisseur Tykwer lag das Gesamtbudget bei 12.000.000 €.
Der im Film verwendete Licht-Stimulator heißt Lucia N°03, existiert auch in der Realität und wird als Mittel zur Selbsterfahrung beworben.

## Veröffentlichung

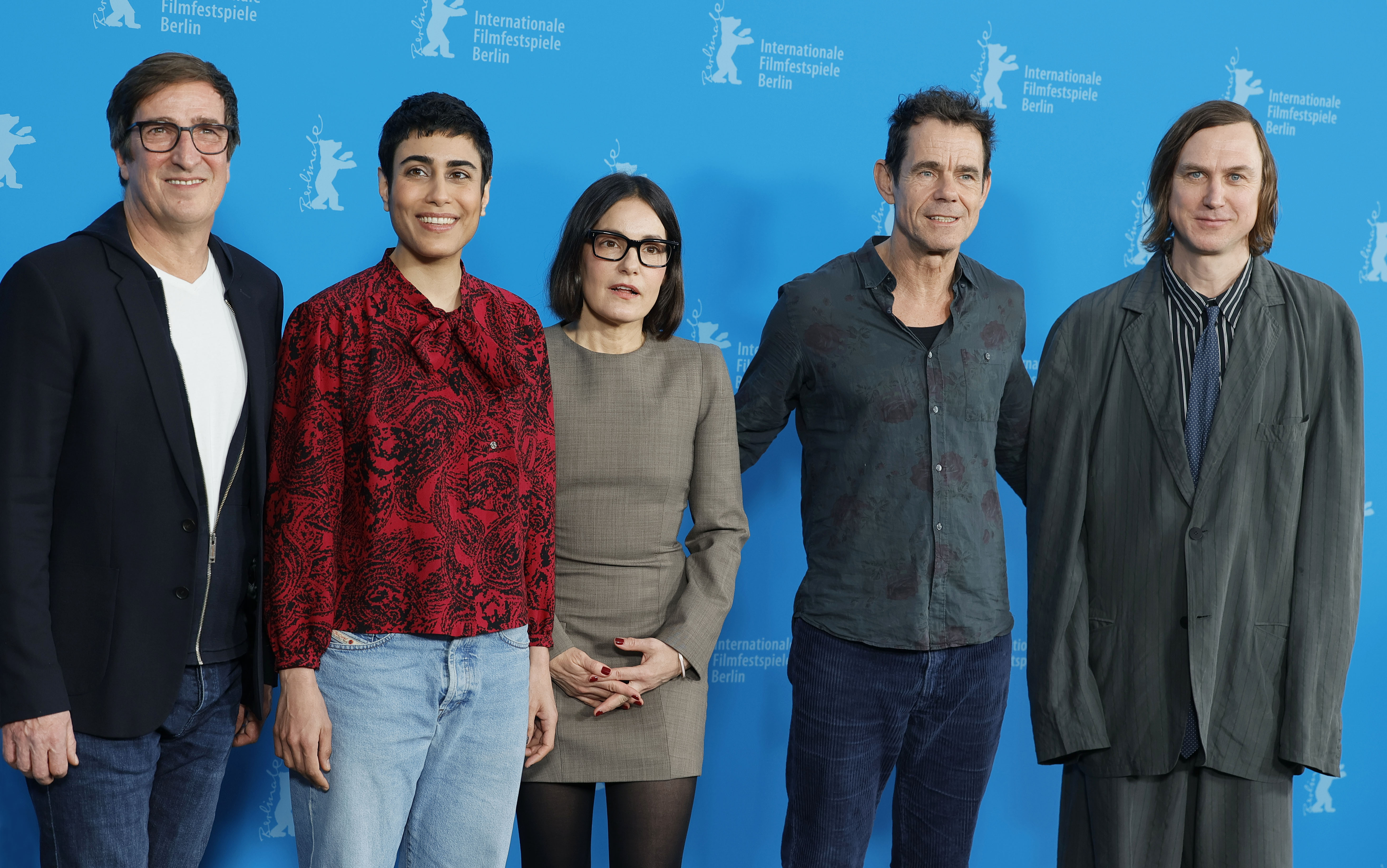
V. l. n. r. Produzent Uwe Schott, Tala Al-Deen, Nicolette Krebitz, Tom Tykwer und Lars Eidinger bei der Präsentation des Films auf der Berlinale

Das Licht eröffnete am 13. Februar 2025 die 75. Berlinale. Im Rahmen des Festivals wurde das Werk in die Sektion Berlinale Special Gala aufgenommen und wird dort außer Konkurrenz gezeigt. Tykwer hatte bereits zuvor mit Heaven (2002) und The International (2009) die Berliner Filmfestspiele eröffnet. Festivalleiterin Tricia Tuttle merkte an, Tykwer finde mit dem Film „Schönheit und Freude in unserer oft brüchigen und herausfordernden Welt“ und fange „die Essenz unseres heutigen Lebens auf magische Weise auf der Leinwand ein“.
Der Kinostart von Tykwers Film erfolgte in Deutschland am 20. März 2025 von X Verleih im Vertrieb von Warner Bros. Ursprünglich sollte der Film bereits ab 19. Dezember 2024 zu sehen sein. Den Weltvertrieb übernimmt Beta Film.

## Rezeption
Die Kritiken zu Tykwers Film fielen überwiegend positiv aus.
- Auf dem Online-Portal Filmstarts schreibt Christoph Petersen begeistert: „In den neun (!) Jahren seit seinem letzten Kinofilm hat sich bei Tom Tykwer offensichtlich etwas angestaut, das nun in »Das Licht« mit ganzer geballter Kraft auf die Leinwand drängt. Das Ergebnis ist derart kühn, draufgängerisch und thematisch wie cineastisch allumfassend, dass man sich hinterher ganz wunderbar darüber streiten kann, ob wirklich jeder Einfall zu 100 Prozent aufgeht – aber gerade deshalb ist »Das Licht« ja so aufregendes, anregendes, pures Kino!“[8]
- Ähnlich positiv urteilt Barbara Schweizerhof in der Filmzeitschrift epd Film: „Dank seiner großartigen Schauspieler […] gelingt Tykwer ein ungeheuer stimmungsvolles Stück Kino, das seine Zuschauer fordert und frustriert, aber im besten Sinn die breite Leinwand füllt.“[9]
- Andreas Köhnemann resümiert auf kino-zeit.de: „Tykwer und seinem Team gelingt es, die überwältigende Gleichzeitigkeit von Ereignissen zu erfassen: Job und Privates, wildes Leben und plötzlicher Tod, Erschöpfung, Therapie – und im Hintergrund geht derweil die Welt zugrunde.“[10]
- Dunja Bialas bemerkt im Filmmagazin artechock: „In »Das Licht« wagt Tom Tykwer überbordenden Stilmix und Themen-Dauerregen – und kehrt trotzdem als befreiter Filmemacher auf die Kinoleinwand zurück. […] In der Summe aber ist »Das Licht« ein mutiger und kreativer Befreiungsschlag aus jedwelchem allzuengen Plotgefängnis: Mit seinem Kino-Comeback kehrt Tykwer zur inszenatorischen Lust seiner Anfänge zurück.“[11]
- Im Arthaus-Portal Programmkino.de schreibt Dieter Oßwald: „Einmal mehr sprengt Tykwer gängige Erzählregeln, setzt lieber volle Kraft auf Fantasie und Wow-Effekte. Seine visuelle Wundertüte lässt verliebte Figuren schwerelos vom Boden abheben oder Musical-Tänze mitten im Straßenverkehr aufführen.“[12]
- In der linken Tageszeitung nd.DerTag schreibt Gunnar Decker, der Film wirke „wie ein filmisches Patchwork, wie es von einer KI zusammengebaut sein könnte - im Stil von »Babylon Berlin«“. Das Drehbuch sei „randvoll mit allen nur denkbaren Klischees, die gegenwärtige Existenz einer bürgerlichen Großstadtfamilie betreffend, in der sich längst alle fremd geworden sind“.[13]
- Deckers Ehefrau Kerstin Decker urteilt in der westsächsischen Tageszeitung Freie Presse, man verlasse den Film „leicht verdüstert, mit einem Anflug von Übelkeit in Hirn und Herz. (...) Magie? Aber nicht mit mir!“. Lediglich „als Porträt einer Familie, in der alle eigentlich nur das Beste wollen, wobei sie alles noch schlimmer machen“, habe »Licht« durchaus großartige Momente.[14]